# Gábor Király
Gábor Ferenc Király (Szombathely, 1º aprile 1976) è un dirigente sportivo ed ex calciatore ungherese, di ruolo portiere.
Tra club e nazionale ha giocato più di 880 partite professionistiche, diventando anche il giocatore più anziano ad aver mai debuttato in un Europeo, record poi superato da Pepe nel 2024.

## Biografia
È sposato e ha due figli, un maschio e una femmina.
È curiosa la divisa da gioco che era solito indossare: era composta, oltre che dalla classica maglietta del portiere, da un particolare pantalone grigio molto largo che scende fino alle caviglie.

## Caratteristiche tecniche
Era un portiere dotato di personalità e carisma, in grado di compiere ottimi interventi, talvolta eseguiti con una tecnica poco raffinata ma nondimeno efficace.

## Carriera

### Club
Cresce calcisticamente nell'Haladás, squadra della sua città, facendo tutta la trafile nelle giovanili fino ad arrivare in prima squadra. Dopo alcune ottime annate trascorse con i biancoverdi, appena ventunenne, nel 1997, viene ingaggiato dall'Hertha Berlino, squadra di cui difende la porta per otto anni, fino a diventare un idolo della tifoseria berlinese. Durante questo periodo disputa anche la Champions League 1999-2000, competizione in cui il suo Hertha supera la prima fase a gironi ai danni di Galatasaray e Milan.

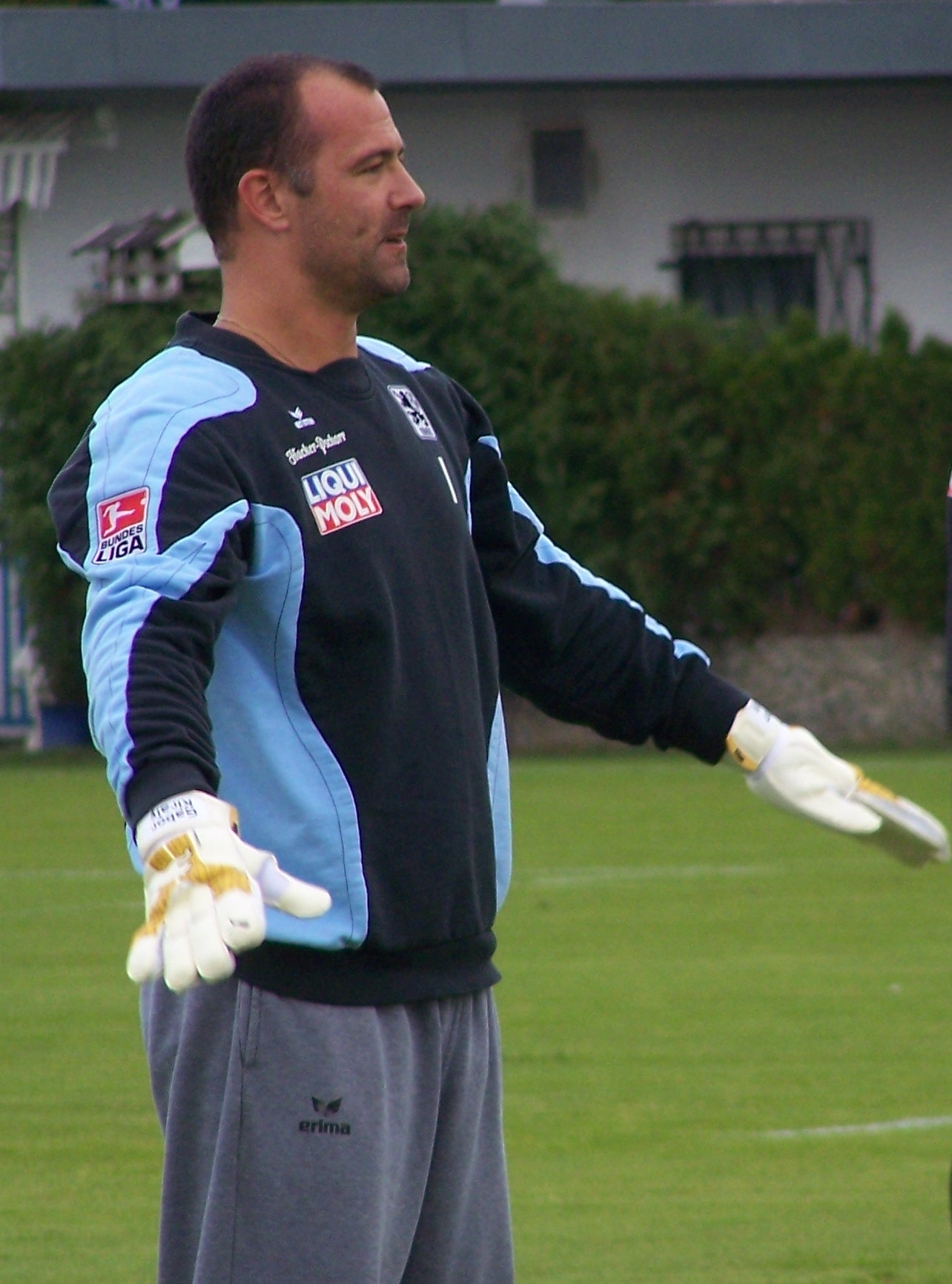
Király in allenamento con i tipici pantaloni, indossati per tutta la carriera anche in partita

Nel 2004 si trasferisce al Crystal Palace, in Inghilterra, rimanendovi per due stagioni. Nel 2006 inizia la stagione nelle file del West Ham, per poi passare all'Aston Villa di Birmingham nel gennaio del 2007. L'anno seguente difende la porta del Burnley.
Nel giugno 2009, dopo un prestito come portiere di riserva al Bayer Leverkusen durante il quale non colleziona presenze, risolve il suo contratto con il Burnley per accasarsi, a parametro zero, al Monaco 1860. Con i bavaresi firma inizialmente un triennale, ma rimane poi fino al 2014 collezionando 168 presenze in 2. Bundesliga. Nell'agosto 2014 viene sospeso dalla prima squadra dopo aver preso per i capelli il compagno Gary Kagelmacher nel corso di una partita.
Poche settimane più tardi, il 28 agosto, viene annunciato il suo trasferimento al Fulham, con cui scende in campo in 5 partite, di cui una in Coppa di Lega.
A fine stagione torna in Ungheria firmando con il suo primo club, l'Haladás. Con il club di Szombathely gioca ancora poco più di un centinaio di partite, ricoprendo il ruolo da titolare per tutte e quattro le stagioni del proprio contratto.
Il 22 maggio 2019, all'età di 43 anni, annuncia il ritiro dal calcio giocato.

### Nazionale
Esordisce nella Nazionale maggiore nel 1998, in una partita contro l'Austria, parando anche un rigore. Dal suo debutto è titolare indiscusso della nazionale ungherese fino a quando, nell'estate 2007, il CT Péter Várhidi inizia a preferirgli Márton Fülöp del Sunderland. Dal novembre 2009 torna ad essere schierato titolare.
Viene convocato per gli Europei 2016 in Francia, dove a 40 anni compiuti gioca titolare in tutte e quattro le gare disputate dalla nazionale magiara nella competizione, diventando allo stesso tempo il giocatore più vecchio ad aver mai disputato una partita della fase finale di un Campionato Europeo di calcio.
Il 2 agosto 2016 annuncia il proprio ritiro dalla nazionale, con la quale colleziona 108 presenze (record per un calciatore della nazionale ungherese, poi battuto successivamente), dando l'addio ufficiale il 15 novembre nella partita contro la Svezia, uscendo tra gli applausi del pubblico al 29' del 1º tempo.

## Curiosità
Il portiere è noto per aver indossato per tutta la carriera dei pantaloni grigi della tuta al posto dei consueti pantaloncini. La storia narra che Király fosse solito indossare, ai tempi dei suoi esordi in prima squadra nell'Haladás, un classico pantalone nero imbottito per attutire i colpi sui campi in fango e terra che popolavano l'Ungheria di fine anni '80 e inizio anni '90. Un giorno la madre, lavando la divisa, non riuscì ad asciugarla in tempo per la partita e Gábor dovette scendere in campo con una tuta grigia, diversa dal solito. Con quella tuta grigia il portiere ungherese si rese protagonista di un'ottima prestazione e da quel momento, fino al termine della propria attività agonistica, il pantalone grigio diventò il suo portafortuna.

## Statistiche

### Presenze e reti nei club
Statistiche aggiornate al 22 maggio 2019.
| Stagione              | Squadra               | Campionato            | Campionato | Campionato | Coppe nazionali | Coppe nazionali | Coppe nazionali | Coppe continentali | Coppe continentali | Coppe continentali | Altre coppe | Altre coppe | Altre coppe | Totale | Totale |
| Stagione              | Squadra               | Comp                  | Pres       | Reti       | Comp            | Pres            | Reti            | Comp               | Pres               | Reti               | Comp        | Pres        | Reti        | Pres   | Reti   |
| --------------------- | --------------------- | --------------------- | ---------- | ---------- | --------------- | --------------- | --------------- | ------------------ | ------------------ | ------------------ | ----------- | ----------- | ----------- | ------ | ------ |
| 1993-1994             | Haladás               | NB I                  | 15         | -19        | MK              | 0               | 0               | -                  | -                  | -                  | -           | -           | -           | 15     | -19    |
| 1994-1995             | Haladás               | NB II                 | 29         | -25        | MK              | 0               | 0               | -                  | -                  | -                  | -           | -           | -           | 29     | -25    |
| 1995-1996             | Haladás               | NB I                  | 19         | -30        | MK              | 0               | 0               | -                  | -                  | -                  | -           | -           | -           | 19     | -30    |
| 1996-1997             | Haladás               | NB I                  | 33         | -37        | MK              | 0               | 0               | -                  | -                  | -                  | -           | -           | -           | 33     | -37    |
| 1997-1998             | Hertha Berlino        | BL                    | 27         | -38        | CG              | 1               | -2              | -                  | -                  | -                  | -           | -           | -           | 28     | -40    |
| 1998-1999             | Hertha Berlino        | BL                    | 34         | -32        | CG              | 3               | -5              | -                  | -                  | -                  | -           | -           | -           | 37     | -37    |
| 1999-2000             | Hertha Berlino        | BL                    | 27         | -37        | CG              | 2               | -4              | UCL                | 12                 | -16                | CdL         | 0           | 0           | 41     | -57    |
| 2000-2001             | Hertha Berlino        | BL                    | 34         | -52        | CG              | 2               | -5              | CU                 | 6                  | -5                 | CdL         | 3           | -7          | 45     | -69    |
| 2001-2002             | Hertha Berlino        | BL                    | 25         | -28        | CG              | 1               | -1              | CU                 | 4                  | 0                  | CdL         | 3           | -2          | 33     | -31    |
| 2002-2003             | Hertha Berlino        | BL                    | 33         | -42        | CG              | 1               | -1              | CU                 | 8                  | -4                 | CdL         | 2           | -3          | 44     | -50    |
| 2003-2004             | Hertha Berlino        | BL                    | 18         | -33        | CG              | 3               | -9              | CU                 | 2                  | -1                 | CdL         | 1           | -2          | 24     | -45    |
| Totale Hertha Berlino | Totale Hertha Berlino | Totale Hertha Berlino | 198        | -262       |                 | 13              | -27             |                    | 32                 | -26                |             | 9           | -14         | 252    | -329   |
| 2004-2005             | Crystal Palace        | PL                    | 32         | -49        | FACup+CdL       | 1+1             | -2 + -1         | -                  | -                  | -                  | -           | -           | -           | 34     | -52    |
| 2005-2006             | Crystal Palace        | FLC                   | 43+2       | -43 + -3   | FACup+CdL       | 3+0             | -4              | -                  | -                  | -                  | -           | -           | -           | 48     | -50    |
| 2006-dic. 2006        | Crystal Palace        | FLC                   | 15         | -18        | FACup+CdL       | 0               | 0               | -                  | -                  | -                  | -           | -           | -           | 15     | -18    |
| dic. 2006-gen. 2007   | Aston Villa           | PL                    | 5          | -8         | FACup+CdL       | 1+0             | -2              | -                  | -                  | -                  | -           | -           | -           | 6      | -10    |
| gen.-giu. 2007        | Crystal Palace        | FLC                   | 14         | -14        | FACup+CdL       | 0               | 0               | -                  | -                  | -                  | -           | -           | -           | 14     | -14    |
| Totale Crystal Palace | Totale Crystal Palace | Totale Crystal Palace | 104+2      | -124 + -3  |                 | 5               | -7              |                    | -                  | -                  |             | -           | -           | 111    | -134   |
| 2007-2008             | Burnley               | FLC                   | 27         | -35        | FACup+CdL       | 1+1             | -2 + -1         | -                  | -                  | -                  | -           | -           | -           | 29     | -38    |
| 2008-gen. 2009        | Burnley               | FLC                   | 0          | 0          | FACup+CdL       | 0               | 0               | -                  | -                  | -                  | -           | -           | -           | 0      | 0      |
| Totale Burnley        | Totale Burnley        | Totale Burnley        | 27         | -35        |                 | 2               | -3              |                    | -                  | -                  |             | -           | -           | 29     | -38    |
| gen.-giu. 2009        | Bayer Leverkusen      | BL                    | 0          | 0          | CG              | 0               | 0               | -                  | -                  | -                  | -           | -           | -           | 0      | 0      |
| 2009-2010             | Monaco 1860           | ZL                    | 33         | -45        | CG              | 3               | -5              | -                  | -                  | -                  | -           | -           | -           | 36     | -50    |
| 2010-2011             | Monaco 1860           | ZL                    | 33         | -35        | CG              | 2               | -4              | -                  | -                  | -                  | -           | -           | -           | 35     | -39    |
| 2011-2012             | Monaco 1860           | ZL                    | 32         | -45        | CG              | 2               | -5              | -                  | -                  | -                  | -           | -           | -           | 34     | -50    |
| 2012-2013             | Monaco 1860           | ZL                    | 34         | -31        | CG              | 1               | -3              | -                  | -                  | -                  | -           | -           | -           | 35     | -34    |
| 2013-2014             | Monaco 1860           | ZL                    | 34         | -41        | CG              | 2               | -3              | -                  | -                  | -                  | -           | -           | -           | 36     | -44    |
| ago. 2014             | Monaco 1860           | ZL                    | 2          | -6         | CG              | 0               | 0               | -                  | -                  | -                  | -           | -           | -           | 2      | -6     |
| Totale Monaco 1860    | Totale Monaco 1860    | Totale Monaco 1860    | 168        | -203       |                 | 10              | -20             |                    | -                  | -                  |             | -           | -           | 178    | -223   |
| ago. 2014-2015        | Fulham                | FLC                   | 4          | -12        | FACup+CdL       | 0+1             | -5              | -                  | -                  | -                  | -           | -           | -           | 5      | -17    |
| 2015-2016             | Haladás               | NB I                  | 33         | -37        | MK              | 0               | 0               | -                  | -                  | -                  | -           | -           | -           | 33     | -37    |
| 2016-2017             | Haladás               | NB I                  | 19         | -28        | MK              | 0               | 0               | -                  | -                  | -                  | -           | -           | -           | 19     | -28    |
| 2017-2018             | Haladás               | NB I                  | 26         | -41        | MK              | 0               | 0               | -                  | -                  | -                  | -           | -           | -           | 26     | -41    |
| 2018-2019             | Haladás               | NB I                  | 24         | -40        | MK              | 0               | 0               | -                  | -                  | -                  | -           | -           | -           | 24     | -40    |
| Totale Haladás        | Totale Haladás        | Totale Haladás        | 198        | -257       |                 | 0               | 0               |                    | -                  | -                  |             | -           | -           | 198    | -257   |
| Totale carriera       | Totale carriera       | Totale carriera       | 706        | -904       |                 | 32              | -64             |                    | 32                 | -26                |             | 9           | -14         | 779    | -1008  |

### Cronologia presenze in Nazionale
| Cronologia completa delle presenze e delle reti in nazionale ― Ungheria | Cronologia completa delle presenze e delle reti in nazionale ― Ungheria | Cronologia completa delle presenze e delle reti in nazionale ― Ungheria | Cronologia completa delle presenze e delle reti in nazionale ― Ungheria | Cronologia completa delle presenze e delle reti in nazionale ― Ungheria | Cronologia completa delle presenze e delle reti in nazionale ― Ungheria | Cronologia completa delle presenze e delle reti in nazionale ― Ungheria | Cronologia completa delle presenze e delle reti in nazionale ― Ungheria |
| Data                                                                    | Città                                                                   | In casa                                                                 | Risultato                                                               | Ospiti                                                                  | Competizione                                                            | Reti                                                                    | Note                                                                    |
| ----------------------------------------------------------------------- | ----------------------------------------------------------------------- | ----------------------------------------------------------------------- | ----------------------------------------------------------------------- | ----------------------------------------------------------------------- | ----------------------------------------------------------------------- | ----------------------------------------------------------------------- | ----------------------------------------------------------------------- |
| 25-3-1998                                                               | Vienna                                                                  | Austria                                                                 | 2 – 3                                                                   | Ungheria                                                                | Amichevole                                                              | -2                                                                      |                                                                         |
| 19-8-1998                                                               | Zalaegerszeg                                                            | Ungheria                                                                | 2 – 1                                                                   | Slovenia                                                                | Amichevole                                                              | -1                                                                      |                                                                         |
| 6-9-1998                                                                | Budapest                                                                | Ungheria                                                                | 1 – 3                                                                   | Portogallo                                                              | Qual. Euro 2000                                                         | -3                                                                      |                                                                         |
| 10-10-1998                                                              | Baku                                                                    | Azerbaigian                                                             | 0 – 4                                                                   | Ungheria                                                                | Qual. Euro 2000                                                         | -                                                                       |                                                                         |
| 14-10-1998                                                              | Budapest                                                                | Ungheria                                                                | 1 – 1                                                                   | Romania                                                                 | Qual. Euro 2000                                                         | -1                                                                      |                                                                         |
| 18-11-1998                                                              | Budapest                                                                | Ungheria                                                                | 2 – 0                                                                   | Svizzera                                                                | Amichevole                                                              | -                                                                       | 3’                                                                      |
| 10-3-1999                                                               | Budapest                                                                | Ungheria                                                                | 1 – 1                                                                   | Bosnia ed Erzegovina                                                    | Amichevole                                                              | -1                                                                      |                                                                         |
| 27-3-1999                                                               | Budapest                                                                | Ungheria                                                                | 5 – 0                                                                   | Liechtenstein                                                           | Qual. Euro 2000                                                         | -                                                                       |                                                                         |
| 31-3-1999                                                               | Bratislava                                                              | Slovacchia                                                              | 0 – 0                                                                   | Ungheria                                                                | Qual. Euro 2000                                                         | -                                                                       |                                                                         |
| 28-4-1999                                                               | Budapest                                                                | Ungheria                                                                | 1 – 1                                                                   | Inghilterra                                                             | Amichevole                                                              | -1                                                                      |                                                                         |
| 5-6-1999                                                                | Bucarest                                                                | Romania                                                                 | 2 – 0                                                                   | Ungheria                                                                | Qual. Euro 2000                                                         | -2                                                                      |                                                                         |
| 9-6-1999                                                                | Győr                                                                    | Ungheria                                                                | 0 – 1                                                                   | Slovacchia                                                              | Qual. Euro 2000                                                         | -1                                                                      |                                                                         |
| 4-9-1999                                                                | Vaduz                                                                   | Liechtenstein                                                           | 0 – 0                                                                   | Ungheria                                                                | Qual. Euro 2000                                                         | -                                                                       |                                                                         |
| 8-9-1999                                                                | Budapest                                                                | Ungheria                                                                | 3 – 0                                                                   | Azerbaigian                                                             | Qual. Euro 2000                                                         | -                                                                       |                                                                         |
| 9-10-1999                                                               | Lisbona                                                                 | Portogallo                                                              | 3 – 0                                                                   | Ungheria                                                                | Qual. Euro 2000                                                         | -3                                                                      |                                                                         |
| 29-3-2000                                                               | Budapest                                                                | Ungheria                                                                | 0 – 0                                                                   | Polonia                                                                 | Amichevole                                                              | -                                                                       |                                                                         |
| 26-4-2000                                                               | Belfast                                                                 | Irlanda del Nord                                                        | 0 – 1                                                                   | Ungheria                                                                | Amichevole                                                              | -                                                                       |                                                                         |
| 31-5-2000                                                               | Györ                                                                    | Ungheria                                                                | 2 – 2                                                                   | Arabia Saudita                                                          | Amichevole                                                              | -1                                                                      |                                                                         |
| 3-6-2000                                                                | Budapest                                                                | Ungheria                                                                | 2 – 1                                                                   | Israele                                                                 | Amichevole                                                              | -1                                                                      |                                                                         |
| 16-8-2000                                                               | Budapest                                                                | Ungheria                                                                | 1 – 1                                                                   | Austria                                                                 | Amichevole                                                              | -1                                                                      |                                                                         |
| 3-9-2000                                                                | Budapest                                                                | Ungheria                                                                | 2 – 2                                                                   | Italia                                                                  | Qual. Mondiali 2002                                                     | -2                                                                      |                                                                         |
| 11-10-2000                                                              | Kaunas                                                                  | Lituania                                                                | 1 – 6                                                                   | Ungheria                                                                | Qual. Mondiali 2002                                                     | -1                                                                      |                                                                         |
| 24-3-2001                                                               | Budapest                                                                | Ungheria                                                                | 1 – 1                                                                   | Lituania                                                                | Qual. Mondiali 2002                                                     | -1                                                                      |                                                                         |
| 25-4-2001                                                               | Budapest                                                                | Ungheria                                                                | 0 – 0                                                                   | Finlandia                                                               | Amichevole                                                              | -                                                                       | 46’                                                                     |
| 2-6-2001                                                                | Bucarest                                                                | Romania                                                                 | 2 – 0                                                                   | Ungheria                                                                | Qual. Mondiali 2002                                                     | -2                                                                      |                                                                         |
| 6-6-2001                                                                | Budapest                                                                | Ungheria                                                                | 4 – 1                                                                   | Georgia                                                                 | Qual. Mondiali 2002                                                     | -1                                                                      |                                                                         |
| 15-8-2001                                                               | Budapest                                                                | Ungheria                                                                | 2 – 5                                                                   | Germania                                                                | Amichevole                                                              | -5                                                                      |                                                                         |
| 1-9-2001                                                                | Tbilisi                                                                 | Georgia                                                                 | 3 – 1                                                                   | Ungheria                                                                | Qual. Mondiali 2002                                                     | -3                                                                      |                                                                         |
| 5-9-2001                                                                | Budapest                                                                | Ungheria                                                                | 0 – 2                                                                   | Romania                                                                 | Qual. Mondiali 2002                                                     | -2                                                                      |                                                                         |
| 6-10-2001                                                               | Parma                                                                   | Italia                                                                  | 1 – 0                                                                   | Ungheria                                                                | Qual. Mondiali 2002                                                     | -1                                                                      |                                                                         |
| 12-2-2002                                                               | Larnaca                                                                 | Rep. Ceca                                                               | 2 – 0                                                                   | Ungheria                                                                | Amichevole                                                              | -2                                                                      |                                                                         |
| 27-3-2002                                                               | Chișinău                                                                | Moldavia                                                                | 0 – 2                                                                   | Ungheria                                                                | Amichevole                                                              | -                                                                       | Cap.                                                                    |
| 17-4-2002                                                               | Debrecen                                                                | Ungheria                                                                | 2 – 5                                                                   | Bielorussia                                                             | Amichevole                                                              | -1                                                                      | Cap. 46’                                                                |
| 8-5-2002                                                                | Pécs                                                                    | Ungheria                                                                | 0 – 2                                                                   | Croazia                                                                 | Amichevole                                                              | -2                                                                      | Cap. 46’                                                                |
| 21-8-2002                                                               | Budapest                                                                | Ungheria                                                                | 1 – 1                                                                   | Spagna                                                                  | Amichevole                                                              | -1                                                                      | Cap.                                                                    |
| 7-9-2002                                                                | Reykjavík                                                               | Islanda                                                                 | 0 – 2                                                                   | Ungheria                                                                | Amichevole                                                              | -                                                                       | Cap.                                                                    |
| 12-10-2002                                                              | Stoccolma                                                               | Svezia                                                                  | 1 – 1                                                                   | Ungheria                                                                | Qual. Euro 2004                                                         | -1                                                                      | Cap.                                                                    |
| 16-10-2002                                                              | Budapest                                                                | Ungheria                                                                | 3 – 0                                                                   | San Marino                                                              | Qual. Euro 2004                                                         | -                                                                       | Cap.                                                                    |
| 20-11-2002                                                              | Budapest                                                                | Ungheria                                                                | 1 – 1                                                                   | Moldavia                                                                | Amichevole                                                              | -1                                                                      | Cap.                                                                    |
| 12-2-2003                                                               | Larnaca                                                                 | Bulgaria                                                                | 1 – 0                                                                   | Ungheria                                                                | Amichevole                                                              | -1                                                                      | Cap. 46’                                                                |
| 29-3-2003                                                               | Chorzów                                                                 | Polonia                                                                 | 0 – 0                                                                   | Ungheria                                                                | Qual. Euro 2004                                                         | -                                                                       | Cap.                                                                    |
| 2-4-2003                                                                | Budapest                                                                | Ungheria                                                                | 1 – 2                                                                   | Svezia                                                                  | Qual. Euro 2004                                                         | -2                                                                      | Cap.                                                                    |
| 30-4-2003                                                               | Budapest                                                                | Ungheria                                                                | 5 – 1                                                                   | Lussemburgo                                                             | Amichevole                                                              | -1                                                                      | Cap. 46’                                                                |
| 20-8-2003                                                               | Lubiana                                                                 | Slovenia                                                                | 2 – 1                                                                   | Ungheria                                                                | Amichevole                                                              | -2                                                                      | Cap. 46’                                                                |
| 10-9-2003                                                               | Riga                                                                    | Lettonia                                                                | 3 – 1                                                                   | Ungheria                                                                | Qual. Euro 2004                                                         | -3                                                                      | Cap.                                                                    |
| 11-10-2003                                                              | Budapest                                                                | Ungheria                                                                | 1 – 2                                                                   | Polonia                                                                 | Qual. Euro 2004                                                         | -2                                                                      | Cap.                                                                    |
| 19-11-2003                                                              | Budapest                                                                | Ungheria                                                                | 0 – 1                                                                   | Estonia                                                                 | Amichevole                                                              | -                                                                       | Cap. 46’                                                                |
| 6-6-2004                                                                | Kaiserslautern                                                          | Germania                                                                | 0 – 2                                                                   | Ungheria                                                                | Amichevole                                                              | -                                                                       |                                                                         |
| 18-8-2004                                                               | Glasgow                                                                 | Scozia                                                                  | 0 – 3                                                                   | Ungheria                                                                | Amichevole                                                              | -                                                                       |                                                                         |
| 4-9-2004                                                                | Zagabria                                                                | Croazia                                                                 | 3 – 0                                                                   | Ungheria                                                                | Qual. Mondiali 2006                                                     | -3                                                                      |                                                                         |
| 8-9-2004                                                                | Budapest                                                                | Ungheria                                                                | 3 – 2                                                                   | Islanda                                                                 | Qual. Mondiali 2006                                                     | -2                                                                      |                                                                         |
| 9-10-2004                                                               | Solna                                                                   | Svezia                                                                  | 3 – 0                                                                   | Ungheria                                                                | Qual. Mondiali 2006                                                     | -3                                                                      |                                                                         |
| 17-11-2004                                                              | Ta' Qali                                                                | Malta                                                                   | 0 – 2                                                                   | Ungheria                                                                | Qual. Mondiali 2006                                                     | -                                                                       |                                                                         |
| 9-2-2005                                                                | Cardiff                                                                 | Galles                                                                  | 2 – 0                                                                   | Ungheria                                                                | Amichevole                                                              | -2                                                                      |                                                                         |
| 30-3-2005                                                               | Budapest                                                                | Ungheria                                                                | 1 – 1                                                                   | Bulgaria                                                                | Qual. Mondiali 2006                                                     | -1                                                                      |                                                                         |
| 31-5-2005                                                               | Longeville-lès-Metz                                                     | Francia                                                                 | 2 – 1                                                                   | Ungheria                                                                | Amichevole                                                              | -2                                                                      | 46’                                                                     |
| 4-6-2005                                                                | Reykjavík                                                               | Islanda                                                                 | 2 – 3                                                                   | Ungheria                                                                | Qual. Mondiali 2006                                                     | -2                                                                      | 90’                                                                     |
| 17-8-2005                                                               | Budapest                                                                | Ungheria                                                                | 1 – 2                                                                   | Argentina                                                               | Amichevole                                                              | -2                                                                      |                                                                         |
| 3-9-2005                                                                | Budapest                                                                | Ungheria                                                                | 4 – 0                                                                   | Malta                                                                   | Qual. Mondiali 2006                                                     | -                                                                       |                                                                         |
| 7-9-2005                                                                | Budapest                                                                | Ungheria                                                                | 0 – 1                                                                   | Svezia                                                                  | Qual. Mondiali 2006                                                     | -1                                                                      |                                                                         |
| 8-10-2005                                                               | Sofia                                                                   | Bulgaria                                                                | 2 – 0                                                                   | Ungheria                                                                | Qual. Mondiali 2006                                                     | -2                                                                      |                                                                         |
| 12-10-2005                                                              | Budapest                                                                | Ungheria                                                                | 0 – 0                                                                   | Croazia                                                                 | Qual. Mondiali 2006                                                     | -                                                                       |                                                                         |
| 16-11-2005                                                              | Il Pireo                                                                | Grecia                                                                  | 2 – 1                                                                   | Ungheria                                                                | Amichevole                                                              | -2                                                                      |                                                                         |
| 24-5-2006                                                               | Budapest                                                                | Ungheria                                                                | 2 – 0                                                                   | Nuova Zelanda                                                           | Amichevole                                                              | -                                                                       |                                                                         |
| 30-5-2006                                                               | Manchester                                                              | Inghilterra                                                             | 3 – 1                                                                   | Ungheria                                                                | Amichevole                                                              | -3                                                                      |                                                                         |
| 16-8-2006                                                               | Graz                                                                    | Austria                                                                 | 1 – 2                                                                   | Ungheria                                                                | Amichevole                                                              | -                                                                       | 46’                                                                     |
| 2-9-2006                                                                | Budapest                                                                | Ungheria                                                                | 1 – 4                                                                   | Norvegia                                                                | Qual. Euro 2008                                                         | -4                                                                      |                                                                         |
| 6-9-2006                                                                | Zenica                                                                  | Bosnia ed Erzegovina                                                    | 1 – 3                                                                   | Ungheria                                                                | Qual. Euro 2008                                                         | -1                                                                      |                                                                         |
| 7-10-2006                                                               | Budapest                                                                | Ungheria                                                                | 0 – 1                                                                   | Turchia                                                                 | Qual. Euro 2008                                                         | -1                                                                      |                                                                         |
| 11-10-2006                                                              | Ta' Qali                                                                | Malta                                                                   | 2 – 1                                                                   | Ungheria                                                                | Qual. Euro 2008                                                         | -2                                                                      |                                                                         |
| 14-11-2009                                                              | Gand                                                                    | Belgio                                                                  | 3 – 0                                                                   | Ungheria                                                                | Amichevole                                                              | -1                                                                      | 46’                                                                     |
| 3-3-2010                                                                | Győr                                                                    | Ungheria                                                                | 1 – 1                                                                   | Russia                                                                  | Amichevole                                                              | -1                                                                      |                                                                         |
| 29-5-2010                                                               | Budapest                                                                | Ungheria                                                                | 0 – 3                                                                   | Germania                                                                | Amichevole                                                              | -3                                                                      |                                                                         |
| 11-8-2010                                                               | Londra                                                                  | Inghilterra                                                             | 2 – 1                                                                   | Ungheria                                                                | Amichevole                                                              | -2                                                                      |                                                                         |
| 3-9-2010                                                                | Solna                                                                   | Svezia                                                                  | 2 – 0                                                                   | Ungheria                                                                | Qual. Euro 2012                                                         | -2                                                                      | 86’                                                                     |
| 7-9-2010                                                                | Budapest                                                                | Ungheria                                                                | 2 – 1                                                                   | Moldavia                                                                | Qual. Euro 2012                                                         | -1                                                                      |                                                                         |
| 8-10-2010                                                               | Budapest                                                                | Ungheria                                                                | 8 – 0                                                                   | San Marino                                                              | Qual. Euro 2012                                                         | -                                                                       |                                                                         |
| 12-10-2010                                                              | Helsinki                                                                | Finlandia                                                               | 1 – 2                                                                   | Ungheria                                                                | Qual. Euro 2012                                                         | -1                                                                      |                                                                         |
| 9-2-2011                                                                | Dubai                                                                   | Ungheria                                                                | 2 – 0                                                                   | Azerbaigian                                                             | Amichevole                                                              | -                                                                       | 46’                                                                     |
| 25-3-2011                                                               | Budapest                                                                | Ungheria                                                                | 0 – 4                                                                   | Paesi Bassi                                                             | Qual. Euro 2012                                                         | -4                                                                      |                                                                         |
| 7-6-2011                                                                | Serravalle                                                              | San Marino                                                              | 0 – 3                                                                   | Ungheria                                                                | Qual. Euro 2012                                                         | -                                                                       |                                                                         |
| 2-9-2011                                                                | Budapest                                                                | Ungheria                                                                | 2 – 1                                                                   | Svezia                                                                  | Qual. Euro 2012                                                         | -1                                                                      |                                                                         |
| 6-9-2011                                                                | Chișinău                                                                | Moldavia                                                                | 0 – 2                                                                   | Ungheria                                                                | Qual. Euro 2012                                                         | -                                                                       |                                                                         |
| 11-10-2011                                                              | Budapest                                                                | Ungheria                                                                | 0 – 0                                                                   | Finlandia                                                               | Qual. Euro 2012                                                         | -                                                                       |                                                                         |
| 11-11-2011                                                              | Budapest                                                                | Ungheria                                                                | 5 – 0                                                                   | Liechtenstein                                                           | Amichevole                                                              | -                                                                       | 81’                                                                     |
| 29-2-2012                                                               | Győr                                                                    | Ungheria                                                                | 1 – 1                                                                   | Bulgaria                                                                | Amichevole                                                              | -1                                                                      | 84’                                                                     |
| 14-11-2012                                                              | Budapest                                                                | Ungheria                                                                | 0 – 2                                                                   | Norvegia                                                                | Amichevole                                                              | -2                                                                      |                                                                         |
| 22-3-2013                                                               | Budapest                                                                | Ungheria                                                                | 2 – 2                                                                   | Romania                                                                 | Qual. Mondiali 2014                                                     | -2                                                                      | Cap.                                                                    |
| 26-3-2013                                                               | Bucarest                                                                | Turchia                                                                 | 1 – 1                                                                   | Ungheria                                                                | Qual. Mondiali 2014                                                     | -1                                                                      | Cap. 90’                                                                |
| 15-10-2013                                                              | Budapest                                                                | Ungheria                                                                | 2 – 0                                                                   | Andorra                                                                 | Qual. Mondiali 2014                                                     | -                                                                       | Cap.                                                                    |
| 11-10-2014                                                              | Bucarest                                                                | Romania                                                                 | 1 – 1                                                                   | Ungheria                                                                | Qual. Euro 2016                                                         | -1                                                                      | 86’                                                                     |
| 14-11-2014                                                              | Budapest                                                                | Ungheria                                                                | 1 – 0                                                                   | Finlandia                                                               | Qual. Euro 2016                                                         | -                                                                       |                                                                         |
| 29-3-2015                                                               | Budapest                                                                | Ungheria                                                                | 0 – 0                                                                   | Grecia                                                                  | Qual. Euro 2016                                                         | -                                                                       |                                                                         |
| 5-6-2015                                                                | Debrecen                                                                | Ungheria                                                                | 4 – 0                                                                   | Lituania                                                                | Amichevole                                                              | -                                                                       | 46’                                                                     |
| 13-6-2015                                                               | Helsinki                                                                | Finlandia                                                               | 0 – 1                                                                   | Ungheria                                                                | Qual. Euro 2016                                                         | -                                                                       |                                                                         |
| 4-9-2015                                                                | Budapest                                                                | Ungheria                                                                | 0 – 0                                                                   | Romania                                                                 | Qual. Euro 2016                                                         | -                                                                       |                                                                         |
| 7-9-2015                                                                | Belfast                                                                 | Irlanda del Nord                                                        | 1 – 1                                                                   | Ungheria                                                                | Qual. Euro 2016                                                         | -1                                                                      |                                                                         |
| 8-10-2015                                                               | Budapest                                                                | Ungheria                                                                | 2 – 1                                                                   | Fær Øer                                                                 | Qual. Euro 2016                                                         | -1                                                                      |                                                                         |
| 11-10-2015                                                              | Il Pireo                                                                | Grecia                                                                  | 4 – 3                                                                   | Ungheria                                                                | Qual. Euro 2016                                                         | -4                                                                      |                                                                         |
| 12-11-2015                                                              | Oslo                                                                    | Norvegia                                                                | 0 – 1                                                                   | Ungheria                                                                | Qual. Euro 2016                                                         | -                                                                       |                                                                         |
| 15-11-2015                                                              | Budapest                                                                | Ungheria                                                                | 2 – 1                                                                   | Norvegia                                                                | Qual. Euro 2016                                                         | -1                                                                      |                                                                         |
| 20-5-2016                                                               | Budapest                                                                | Ungheria                                                                | 0 – 0                                                                   | Costa d'Avorio                                                          | Amichevole                                                              | -                                                                       | 46’                                                                     |
| 4-6-2016                                                                | Gelsenkirchen                                                           | Germania                                                                | 2 – 0                                                                   | Ungheria                                                                | Amichevole                                                              | -2                                                                      |                                                                         |
| 14-6-2016                                                               | Bordeaux                                                                | Austria                                                                 | 0 – 2                                                                   | Ungheria                                                                | Euro 2016 - 1º turno                                                    | -                                                                       |                                                                         |
| 18-6-2016                                                               | Marsiglia                                                               | Islanda                                                                 | 1 – 1                                                                   | Ungheria                                                                | Euro 2016 - 1º turno                                                    | -1                                                                      |                                                                         |
| 22-6-2016                                                               | Lione                                                                   | Ungheria                                                                | 3 – 3                                                                   | Portogallo                                                              | Euro 2016 - 1º turno                                                    | -3                                                                      |                                                                         |
| 26-6-2016                                                               | Tolosa                                                                  | Ungheria                                                                | 0 – 4                                                                   | Belgio                                                                  | Euro 2016 - Ottavi di finale                                            | -4                                                                      |                                                                         |
| 15-11-2016                                                              | Budapest                                                                | Ungheria                                                                | 0 – 2                                                                   | Svezia                                                                  | Amichevole                                                              | -                                                                       | Cap. 29’                                                                |
| Totale                                                                  |                                                                         | Presenze (2º posto)                                                     | 108                                                                     |                                                                         | Reti                                                                    | -128                                                                    |                                                                         |

### Record
- È il primo giocatore a disputare un Europeo di calcio all'età di 40 anni, togliendo il primato a Lothar Matthäus, fermo a 39 anni.[2]

## Palmarès

### Club
- Nemzeti Bajnokság II: 1

Haladás: 1994-1995
- Coppa di Lega tedesca: 2

Hertha Berlino: 2001, 2002

### Individuale
- Calciatore ungherese dell'anno: 5

1998, 1999, 2000, 2001, 2015
- Miglior portiere della Bundesliga: 1

1997-1998
- Miglior portiere della Premier League: 1

2004-2005
- Miglior portiere ungherese del decennio 2000-2010
- Inserito nella Hall of fame dell'Hertha BSC
- Miglior portiere dei Play-off ad Euro 2016